# Otto F. Kernberg

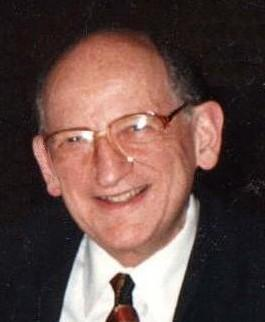
Otto F. Kernberg (2006)

Otto Friedmann Kernberg (* 10. September 1928 in Wien) ist ein US-amerikanischer Psychiater, Psychoanalytiker und Referent österreichischer Herkunft. Er ist Professor für Psychiatrie am Weill Cornell Medical College und wurde vor allem durch seine psychoanalytischen Theorien zur Borderline-Persönlichkeitsorganisation und narzisstischen Pathologie bekannt. Seine Arbeit ist von zentraler Bedeutung für die Verbindung der Ich-Psychologie der Nachkriegszeit (die hauptsächlich in den Vereinigten Staaten und im Vereinigten Königreich entwickelt wurde) mit kleinianischen und weiteren Objektbeziehungsperspektiven (die hauptsächlich im Vereinigten Königreich und in Südamerika entwickelt wurden). Seine integrativen Schriften waren zentral für die Entwicklung zeitgemäßer Objektbeziehungstheorien, die unter modernen Psychoanalytikern am weitesten verbreitet sind.

## Leben
Otto F. Kernberg ist ein Neffe des polnischen Psychiaters Manfred Sakel. Nach dem Anschluss Österreichs verließ Kernberg 1939 mit seiner Familie seiner jüdischen Herkunft wegen Österreich, um der Verfolgung durch das nationalsozialistische Regime zu entkommen. Die Familie emigrierte nach Chile. An der Universidad de Chile studierte er ab 1947 Medizin und promovierte 1953. Von 1954 bis 1957 ließ er sich zum Facharzt für Psychiatrie ausbilden. Ebenfalls 1954 begann er eine Ausbildung zum Psychoanalytiker; 1960 wurde er in die Chilenische Psychoanalytische Vereinigung aufgenommen. Im Jahr 1959 besuchte er die Vereinigten Staaten, wo er mittels eines Stipendiums der Rockefeller-Stiftung im Johns Hopkins Hospital zusammen mit Jerome D. Frank Psychotherapieforschung betrieb.
1961 emigrierte er in die USA und wirkte auf Einladung von Robert S. Wallerstein an einem Psychotherapieforschungsprojekt der Menninger Foundation mit. Er hatte die Leitung einer Langzeitstudie, die kognitive Verhaltenstherapie, stützende Psychotherapie und übertragungsfokussierte Psychotherapie miteinander verglich. Seit 1974 ist er Ausbildungsanalytiker und Supervisor am Center for Psychoanalytic Training and Research der Columbia University tätig. Seit 1976 ist Kernberg Professor für Psychiatrie an der Cornell University; von 1976 bis 1995 war er Vorsitzender und leitender Arzt des Cornell Medical Center am New York Hospital. Ebenfalls ab 1976 war er Direktor des Instituts für Persönlichkeitsstörungen der Payne Whitney Psychiatric Clinic.
Von 1977 bis 1993 war Kernberg Herausgeber des Journal of the American Psychoanalytic Association. Von 1995 bis 2001 präsidierte er die Internationale Psychoanalytische Vereinigung (IPV) und trug maßgeblich dazu bei, dass im Zeitfenster seines Präsidiums die Deutsche Psychoanalytische Gesellschaft (DPG), damals unter dem Vorsitz von Jürgen Körner, wieder in die IPV aufgenommen wurde. Von 1999 bis 2008 gehörte er dem Wissenschaftlichen Beirat der Lindauer Psychotherapiewochen an.
Kernberg besuchte als Referent zahlreiche Länder und hat umfangreiche Schriften veröffentlicht, insbesondere zu Narzissmus, Objektbeziehungstheorie und Persönlichkeitsstörungen. In den deutschsprachigen Ländern referiert er in deutscher Sprache. Er war besonders aktiv in der Diskussion, ob die Borderline-Störung als Persönlichkeitsstörung oder als eine Beschreibung der Persönlichkeitsorganisation zu sehen sei.

## Privates
Otto F. Kernberg war mit der Kinderpsychoanalytikerin Paulina F. Kernberg (1935–2006) verheiratet, die am Cornell Medical Center und am Columbia University Center for Psychoanalytic Training and Research arbeitete. Sie haben drei Kinder. Der Tod seiner ersten Frau war nach seiner Aussage „der schwerste Moment [s]eines Lebens“. 2007 heiratete er seine Mitarbeiterin und enge Freundin seiner Frau, die Psychologin Catherine ("Kay") Haran.

## Werk

### Übertragungsfokussierte Psychotherapie
Otto Kernberg entwarf eine intensive Form der psychoanalytischen Psychotherapie, die als Transference-Focused Psychotherapy (TFP) bekannt ist und für Patienten mit Borderline-Persönlichkeitsstörung (BPS) geeignet sein soll. Es wird beschrieben, dass BPS-Patienten in ihren Emotionen und ihrem Denken sogenannte „Spaltungen“ erfahren. Ein beabsichtigtes Ziel der Behandlung ist die Integration von abgespaltenen Teilen von Selbst- und Objektdarstellungen.
TFP umfasst zwei bis drei Sitzungen von 45 oder 50 Minuten pro Woche. Die Therapie betrachtet das Individuum als durch unversöhnte und widersprüchliche verinnerlichte Repräsentationen des Selbst und signifikanter Bezugspersonen strukturiert, die affektiv aufgeladen sind. Die Verteidigung gegen diese widersprüchlichen verinnerlichten Objektbeziehungen wird als Identitätsdiffusion bezeichnet und führt zu gestörten Beziehungen zu anderen und zu sich selbst. Die verzerrten Wahrnehmungen von sich selbst, anderen und den damit verbundenen Affekten stehen im Mittelpunkt der Behandlung, wenn sie in der Beziehung zum Therapeuten auftreten (Übertragung). Die konsequente Interpretation dieser verzerrten Wahrnehmungen wird als Mechanismus der Veränderung angesehen.

#### Geeignete Patienten
Kernberg hat TFP speziell für Patienten mit BPS entwickelt. Ihm zufolge leiden diese Patienten unter Identitätsdiffusion, sogenannten primitiven Abwehrmechanismen und instabilen Realitätsprüfungen. Die Identitätsdiffusion resultiert aus pathologischen Objektbeziehungen und beinhaltet widersprüchliche Charaktereigenschaften, Diskontinuität des Selbst und entweder sehr idealisierte oder abgewertete Objektbeziehungen. Bei BPS-Patienten häufige Abwehrmechanismen sind Spaltung, Verweigerung, projektive Identifizierung, primitive Abwertung bzw. Idealisierung und Allmacht. Realitätsprüfungen werden durch die primitiven Abwehrmechanismen negativ beeinflusst, da sie die Wahrnehmung einer Person von sich selbst und anderen verändern.

#### Ziele der Behandlung
Die Hauptziele von TFP sind eine bessere Verhaltenskontrolle, eine gestärkte Emotionsregulation, engere und für den Patienten befriedigendere Beziehungen und die Fähigkeit, Lebensziele zu verfolgen. Es wird angenommen, dass dies durch die Entwicklung integrierter Repräsentationen von sich selbst und anderen, die Modifikation primitiver Abwehroperationen und die Auflösung der Identitätsdiffusion erreicht wird, die die Fragmentierung der internen Repräsentationswelt des Patienten aufrechterhalten. Zu diesem Zweck werden die affektiv geladenen internen Darstellungen früherer Beziehungen des Klienten konsistent interpretiert, wenn der Therapeut sie in der therapeutischen Beziehung, d. h. in der Übertragung, wahrnimmt. Techniken der Klärung, Konfrontation und Interpretation werden in der sich entwickelnden Übertragungsbeziehung zwischen dem Patienten und dem Therapeuten verwendet.

### Narzissmustheorie
Kernbergs theoretische Überlegungen wurden stark von den psychoanalytischen Hypothesen und der Theorie Melanie Kleins beeinflusst. Er unterscheidet drei Typen des Narzissmus beim Menschen:
Normaler Narzissmus bei Erwachsenen
Dies ist ein normales Selbstwertgefühl, das auf normalen Strukturen des Selbst basiert. Das Individuum hat ganze Repräsentationen von Objekten eingeführt, hat stabile Objektbeziehungen und ein solides moralisches System. Das Über-Ich ist voll entwickelt und individualisiert.
Normaler kindlicher Narzissmus
Die Regulierung des Selbstwertgefühls erfolgt durch altersbezogene Befriedigungen, die ein normales kindliches System von Werten, Forderungen oder Verboten beinhalten oder implizieren.
Pathologischer Narzissmus
Kernberg unterteilt den pathologischen Narzissmus in 3 Typen:
- Regression zur Regulation des kindlichen Selbstwertgefühls: Das Idealich wird von kindlichen Bestrebungen, Werten und Verboten dominiert. Die Regulierung des Selbstwertgefühls hängt in hohem Maße von Äußerungen oder Abwehrmaßnahmen gegen kindliche Freuden ab, die im Erwachsenenalter verworfen werden. Dies ist die mildeste Art der narzisstischen Pathologie.
- Narzisstische Objektwahl: Dieser Typ ist schwerer als der erste, aber seltener. Die Darstellung des kindlichen Selbst wird auf ein Objekt projiziert und dann durch dasselbe Objekt identifiziert. So entsteht eine libidinöse Assoziation, in der die Funktionen des Selbst und des Objekts ausgetauscht wurden.
- Narzisstische Persönlichkeitsstörung: Dieser Typ unterscheidet sich sowohl vom normalen Narzissmus bei Erwachsenen als auch von der Regression zum normalen kindlichen Narzissmus. Es ist der schwerste Typ und eignet sich für die Behandlung mit Übertragungsfokussierter Psychotherapie.

Nach Kernbergs Ansicht unterscheiden sich narzisstische Persönlichkeiten sowohl vom normalen Narzissmus bei Erwachsenen als auch von der Fixierung auf oder Regression zum normalen kindlichen Narzissmus. Die Fixierung in einem primitiven Entwicklungsstadium oder die mangelnde Entwicklung spezifischer intrapsychischer Strukturen reicht nicht aus, um die Merkmale narzisstischer Persönlichkeiten zu erklären. Diese Eigenschaften (durch einen Prozess der pathologischen Differenzierung und Integration von Ich- und Über-Ich-Strukturen) sind die Folge pathologischer Objektbeziehungen. Pathologischer Narzissmus ist nicht nur die libidinöse Investition in das Selbst, sondern in eine pathologische, unterentwickelte Struktur des Selbst. Diese pathologische Struktur bietet Abwehrkräfte gegen frühe Selbst- und Objektbilder, die entweder libidinös oder aggressiv besetzt sind. Der psychoanalytische Prozess bringt primitive Objektbeziehungen, Konflikte und Abwehrmechanismen an die Oberfläche, die typisch für die Entwicklungsstadien sind, die der Stabilität des Objekts vorausgehen und versucht sie durch Interpretation aufzulösen.

## Auszeichnungen
- 1972: Heinz Hartmann Award der New York Psychoanalytical Institute and Society
- 1972: Edward A. Strecker Award des Institute of Pennsylvania Hospital
- 1981: George E. Daniels Merit der Association of Psychoanalytic Medicine
- 1982: William F. Schonfeld Memorial Award der American Society for Adolescent Psychiatry
- 1986: Van Gieson Award des New York State Psychiatric Institute
- 1987/1996: Teacher of the Year Award des New York Hospital-Cornell Medical Center
- 1990: Mary S. Sigourney Award for Psychoanalysis
- 1993: I. Arthur Marshall Distinguished Award
- 1998: Ehrendoktorat der Universidad de Buenos Aires, Argentinien
- 1999: Österreichisches Ehrenkreuz für Wissenschaft und Kunst
- 2007: Goldene Ehrenmedaille der Bundeshauptstadt Wien
- 2008: Goldenes Ehrenzeichen für Verdienste um das Land Wien
- 2012: Internationaler Sigmund-Freud-Preis für Psychotherapie

## Werke (Auswahl)
Bücher, als Autor:
- Borderline conditions and pathological narcissism. Aronson, New York 1975.
  - Borderline-Störungen und pathologischer Narzissmus. Suhrkamp, Frankfurt am Main 1978.
- Object-relations theory and clinical psychoanalysis. Aronson, New York 1979.
  - Objektbeziehungen und Praxis der Psychoanalyse. Klett-Cotta, Stuttgart 1981.
- Internal world and external reality. Object relations theory applied. Aronson, New York 1980.
  - Innere Welt und äussere Realität. Anwendungen der Objektbeziehungstheorie. Verlag Internationale Psychoanalyse, München 1988.
- Severe personality disorders. Psychotherapeutic strategies. Yale University Press, New Haven 1984.
  - Schwere Persönlichkeitsstörungen. Theorie, Diagnose, Behandlungsstrategien. Klett-Cotta, Stuttgart 1992.
- Psychodynamic psychotherapy of borderline patients. Basic Books, New York 1989.
  - Psychodynamische Therapie bei Borderline-Patienten. Huber, Bern 1993.
- Aggression in personality disorders and perversions. Yale University Press, New Haven 1994.
  - Wut und Hass. Über die Bedeutung von Aggression bei Persönlichkeitsstörungen und sexuellen Perversionen. Klett-Cotta, Stuttgart 1997.
- Love relations. Normality and pathology. Yale University Press, New Haven 1995.
  - Liebesbeziehungen. Normalität und Pathologie. Klett-Cotta, Stuttgart 1998.
- Ideology, conflict, and leadership in groups and organizations. Yale University Press, New Haven 1998.
  - Ideologie, Konflikt und Führung. Psychoanalyse von Gruppenprozessen und Persönlichkeitsstruktur. Klett-Cotta, Stuttgart 2000.
- Hass, Wut, Gewalt und Narzissmus. Mit einem Geleitwort von Michael Ermann (= Lindauer Beiträge zur Psychotherapie und Psychosomatik). Kohlhammer, Stuttgart 2012, ISBN 978-3-17-021582-5.
- mit John F. Clarkin, Frank E. Yeomans: Psychotherapy for borderline personality. Wiley, New York 1999.
  - Psychotherapie der Borderline-Persönlichkeit. Manual zur psychodynamischen Therapie. Schattauer, Stuttgart 2001.
- Affekt, Objekt und Übertragung. Aktuelle Entwicklungen der psychoanalytischen Theorie und Technik. Psychosozial, Gießen 2001.
- mit Frank E. Yeomans, John F. Clarkin: A primer of transference-focused psychotherapy for the borderline patient. Aronson, Nortwale 2002.
- Aggressivity, narcissism, and self-destructiveness in the psychotherapeutic relationship. New developments in the psychopathology and psychotherapy of severe personality disorders. Yale University Press, New Haven 2004.
  - Narzissmus, Aggression und Selbstzerstörung. Fortschritte in der Diagnose und Behandlung schwerer Persönlichkeitsstörungen. Klett-Cotta, Stuttgart 2006.
- Contemporary controversies in psychoanalytic theory, techniques, and their applications. Yale University Press, New Haven 2004.
- mit Eve Caligor, John F. Clarkin: Handbook of dynamic psychotherapy for higher level personality pathology. American Psychiatric Publishing, Washington 2007.
  - Übertragungsfokussierte Psychotherapie bei neurotischer Persönlichkeitsstruktur. Schattauer, Stuttgart 2010.
- mit Frank E. Yeomans, John F. Clarkin: Transference-focused psychotherapy for borderline personality disorder. A clinical guide. American Psychiatric Publishing, Washington 2015.
- mit Manfred Lütz, Otto Kernberg: Was hilft Psychotherapie, Herr Kernberg? Erfahrungen eines berühmten Psychotherapeuten. Herder, 2020, ISBN 978-3-451-82112-7.

Bücher, als Herausgeber:
- mit Arnold M. Cooper, Ethel Spector Person: Psychoanalysis. Toward the second century. Yale University Press, New Haven 1989.
- Narzisstische Persönlichkeitsstörungen. Schattauer, Stuttgart 1996.
- mit Birger Dulz, Ulrich Sachsse: Handbuch der Borderline-Störungen. Schattauer, Stuttgart 2000.
- mit Birger Dulz, Jochen Eckert: Wir: Psychotherapeuten über sich und ihren „unmöglichen“ Beruf. Schattauer, Stuttgart 2005.
- mit Hans-Peter Hartmann: Narzissmus. Grundlagen – Störungsbilder – Therapie. Schattauer, Stuttgart 2006.
- Persönlichkeitsstörungen. Paranoide Persönlichkeitsstörung, paranoide Psychose, alltägliche Paranoia. Schattauer, Stuttgart 2008, ISBN 978-3-7945-2509-6.
- mit Gerhard Dammann: Schizoidie und schizoide Persönlichkeitsstörung. Psychodynamik – Diagnostik – Psychotherapie. Kohlhammer, Stuttgart 2019, ISBN 978-3-17-033467-0.

Filme:
- Otto Kernberg, Helm Stierlin: Psychoanalyse für Nicht-Psychoanalytiker. Symposium in Heidelberg, 26.–28. Okt. 2006. Hrsg. von Bernd Ulrich. Auditorium-Netzwerk, Müllheim-Baden 2007, ISBN 978-3-8017-2267-8 (4 DVD-Video).
- Otto Kernberg: Zur Psychodynamik religiös motivierter Aggression, Vortrag am Rhein-Eifel-Institut für Psychotherapie und Psychoanalyse, Hrsg. von Bernd Ulrich. Auditorium-Netzwerk, Müllheim-Baden.
- Peter Zagermann: Einführung in die Psychoanalyse. Die Kernberg-Vorlesung. Schattauer, Stuttgart 2012, ISBN 978-3-7945-5175-0 (1 DVD-Video).